# Castillo de Almada

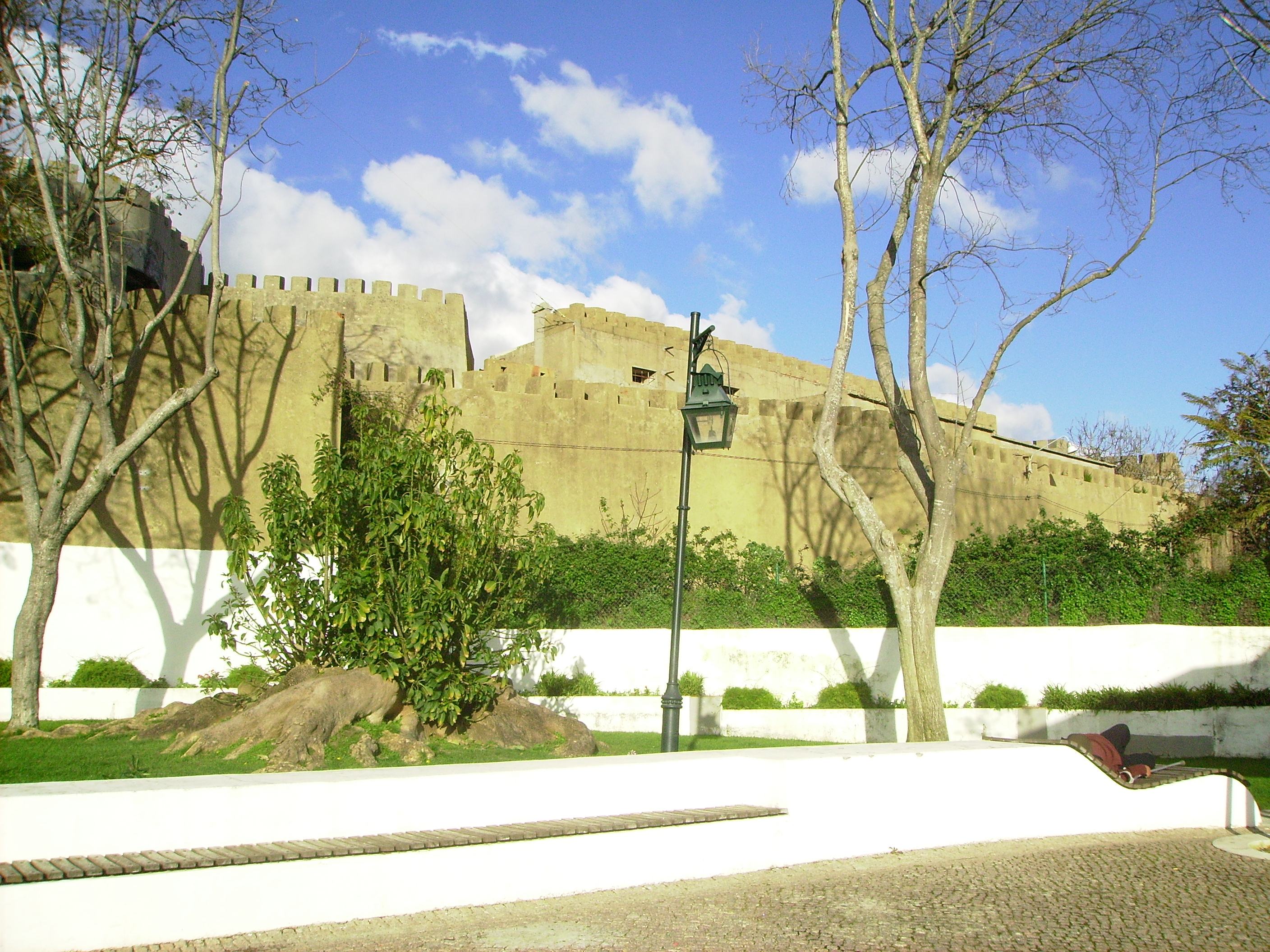
Vista general del castillo de Almada.

El castillo de Almada es una fortificación existente en la margen izquierda del río Tajo, en la freguesia de Almada, en el distrito de Setúbal, Portugal. Durante la ocupación musulmana se denomnó al-Mada, que significa mina de oro o plata, palabra de la cual deriva su nombre actual.

## Historia
En 1170, en el contexto de la toma de Lisboa como parte de la Reconquista, le fue otorgado una carta foral. En 1190 recibió un segundo fuero de manos de Sancho I de Portugal. En esa época los almohades habían penetrado en la península ibérica y estaban conquistando sucesivamente territorios y fortalezas portugueses. Este castillo fue tomado y arrasado en 1191. Cuando Portugal reconquistó Almada en 1195 reconstruyó su castillo.
El 24 de febrero de 1255 Alfonso III confirmó la posesión del castillo, junto a otros, a la orden de Santiago, que ya le habían sido dados por Sancho I y confirmados por Alfonso II.
A lo largo de las centurias el castillo ha sido sucesivamente reformado y ampliado. Por ejemplo, durante el reinado de Manuel I (1495-1521) se levantó una torre en el sector sur de la muralla.